# 330

## Evenimente
- 11 mai: inaugurarea oficială a Constantinopolului, noua capitală a Imperiului Roman, de fapt Bizantin.

## Nașteri
- Grigore de Nazianz, teolog grec, episcop, părinte al Bisericii, considerat sfânt de către Biserica Ortodoxă și cea Catolică (d. 389/390)
- Ammianus Marcellinus, general roman de origine greacă, ultimul mare istoric latin (d. 395)

## Decese
- 18 august: Sfânta Elena mama împăratului Constantin cel Mare (n. 250)
- dată necunoscută: Tiridate al III-lea  (n. 255)